# Rock Kills Kid
Rock Kills Kid est un groupe de rock alternatif américain, fondé en 2001 et originaire de Los Angeles, en Californie.

## Formation
- Jeff Tucker (guitare et voix)
- Shawn Dailey (basse)
- Sam Kearney (guitare)
- Reed Calhoun (clavier et chœur)
- Mike Balboa (batterie)

On les compare souvent à The Killers, à Franz Ferdinand ou encore à U2.

## Albums
- Rock Kills Kid EP - Fearless Records - 2003
- Are You Nervous? - Reprise Records - 2006

## Singles
- Paralyzed (2006)